# Sven Viksten
Sven Isak Viksten, född 28 januari 1925 i Färila, död 5 juli 1990 i Färila, var en svensk författare. 
Sven Viksten var son till författaren Albert Viksten och skolkökslärarinnan Gerda Elisabeth Brolin. Han var bror till Hans Viksten. Viksten växte upp i Färila i Hälsingland. Han avlade folkskollärarexamen 1951 och fil kand 1955.
Författarskapet fick länge stå tillbaka för skol- och folkbildningsarbete. Han var bland annat bildningskonsulent i Gävleborgs län och lärare på Forsa folkhögskola utanför Hudiksvall. Till hans sista verk hörde en omdiktning för scenen av Olof Högbergs Norrlandsepos Den stora vreden.
Sven Viksten är begravd på Färila kyrkogård.